# 熱帶神經衰弱
熱帶神經衰弱，又稱熱帶狂亂、南洋呆，最早出現於1902年，作為神經衰弱的延伸，主要用以表示白人前往熱帶殖民地後，一系列身體不適的症狀，產生神經系統的機械性衰弱。
1930年代，日本南方醫學研究會亦做了一次500人的調查，發現在台居住一段時間的日本工作者，有相當比例得到了與熱帶精神衰弱相似的症狀。
而這個疾病，也成為1930年代大日本帝國政府南進派與中國東北派之間的重要議題之一。

## 症狀
身體疲倦、怕冷、嗜睡、食慾不振等。
精神上則是憂鬱、注意力渙散，思考邏輯能力下降等。

## 歷史
神經衰弱為19世紀出現的用語，被認為是因為文明壓力的關係造成的精神疾病。
而熱帶神經衰弱此一名詞最早出現於1902年，主因是許多殖民者進入熱帶殖民地一段時間後，常出現的一系列身體不適，因症狀與神經衰弱相似，故加上熱帶以形容此新的症狀。
最初被認為起因為熱帶地區的濕熱氣候，高溫與潮濕的狀態下，使得身體產生的能量下降，導致神經的衰弱。
也因為這樣子的關係，前往殖民地的白人常被賦予勇猛，為國家犧牲奉獻的形象，成為一種光榮的象徵。

然而到了1920年代，精神分析成為白人地區的主流理論。此一轉變使得熱帶神經衰弱的致病因由氣候轉變為壓抑慾望。
因為殖民地區缺乏舒適以及調適身心的娛樂，長期導致身體的衰退。

1915年，美國地理學家Ellsworth Huntington在自己的著作中，將世界各地的氣候做劃分，1到100分，越高分越適合文明發展，歐美地區多獲得80以上的分數，而熱帶地區則常只獲得相當低的分數。
結合此論點，加上當時德國的退化論，在不適合文明發展的地區居住並傳宗接代，身體會逐漸的退化，成為低等人種，攜帶著劣質基因。

此外，德國精神醫生Eugen Paul Bleuler則認為，精神疾病是源於逃入疾病的心理機制，藉由逃避現實取得個人利益。
因為此理論，此疾病被認為可能是因為殖民地開拓者因無法適應，因此藉病想返回家鄉。

也因為這些理論，熱帶神經衰弱逐漸由正面轉成負面的疾病。
也導致了1920年後，殖民地開拓者被歧視的現象。

而精神疾病教授中脩三則用心因性，並引用森田正馬的理論去做解釋。
他認為此疾病是源於神經質，因為過度靈敏導致身體對於小缺陷過度放大，產生的過度反應。
並且他認為，對自我要求強烈是日本人引以為傲的民族性，因此在殖民地不適的環境，正是因為其強烈的民族性，產生的疾病。

## 相關紀錄
- 林芙美子在其著作《浮雲》寫到：「植物若不是生長在它們的土地上，一定無法生長得很好。」以及「我們失去了在內地時所擁有的旺盛靈魂……像被移植的日本杉，一點一點地枯萎……無意間，我們都成了南洋呆的犧牲品。」

- 大喜多孝則形容日本的櫻花在台灣「紅得像有毒一般，笨拙地開著」。